# Puerto de Yokohama

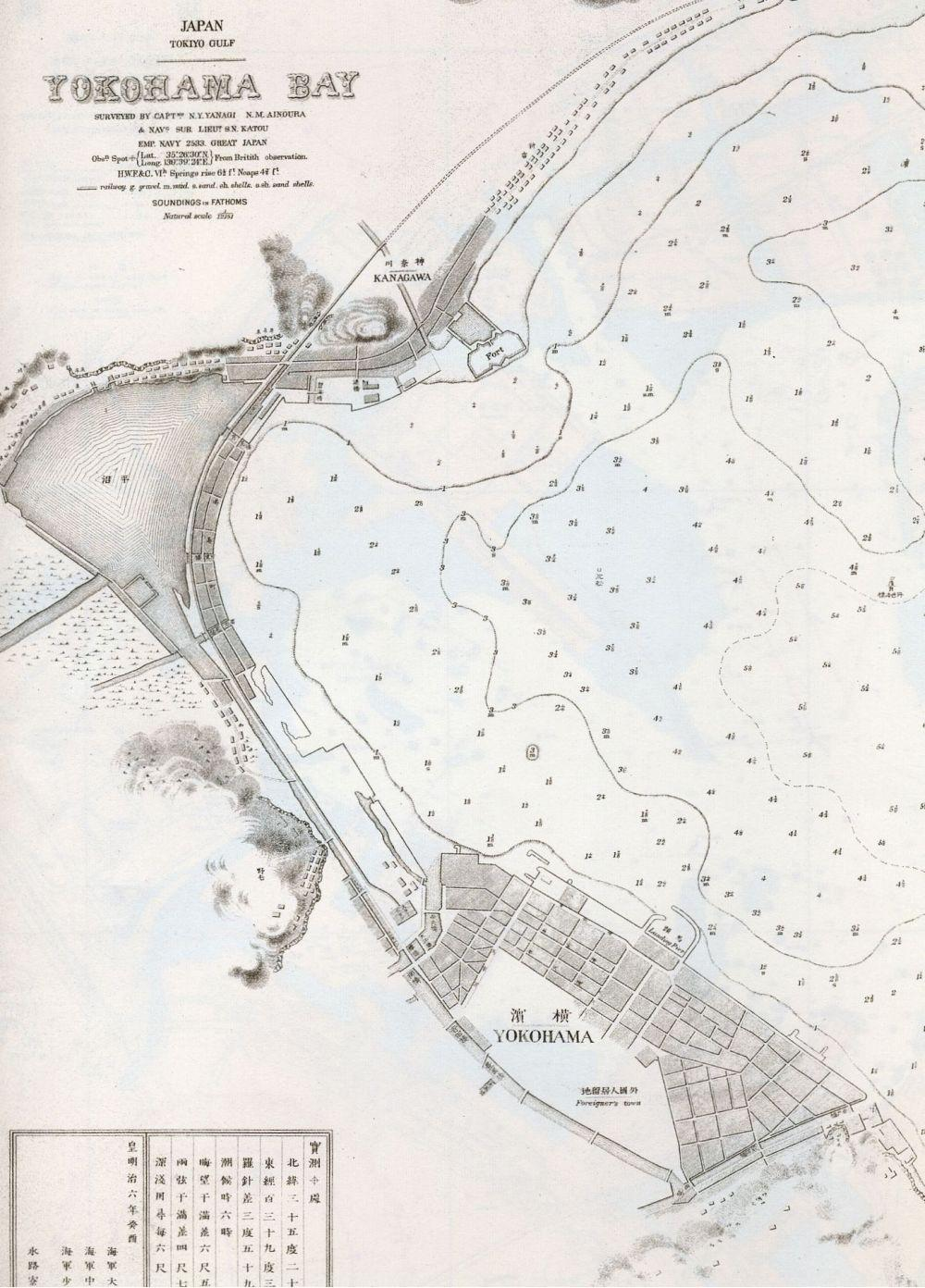
Esta carta náutica muestra el Puerto de Yokohama en 1874.

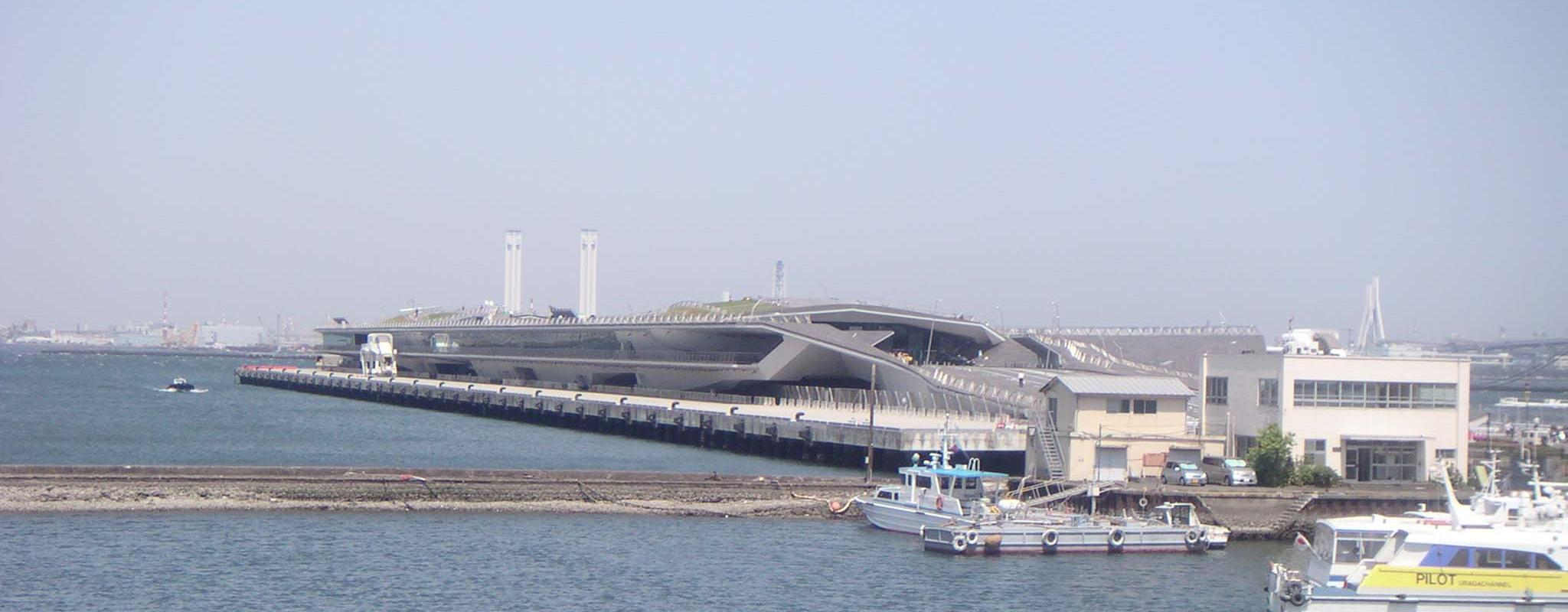
El Muelle Osanbashi representa el puerto moderno.

El Puerto de Yokohama (横浜港 Yokohama-kō?) es gestionado por la Oficina Portuaria de la ciudad de Yokohama, Japón. Se abre hacia la Bahía de Tokio. Al sur se sitúa el Puerto de Yokosuka; al norte, los puertos de Kawasaki y Tokio.

## Instalaciones
El Puerto de Yokohama tiene diez muelles importantes. El Muelle Honmoku es la instalación central del puerto con 25 amarres. El Muelle Osanbashi recibe tráfico de pasajeros, y tiene aduanas e instalaciones de inmigración para viajes internacionales. Detamachi, el "muelle plátano," está equipado para recibir frutas y verduras frescas. El Muelle Daikoku, en una isla artificial de 321 hectáreas, contiene un millón de metros cuadrados de espacio de almacenamiento. Siete amarres del Muelle Mizuho son usados por las Fuerzas Armadas de Estados Unidos en Japón. Otros muelles reciben madera y desempeñan otras funciones.

## Historia
El Tratado de Amistad y Comercio de 1858 especificaba Kanagawa como un puerto abierto. El Puerto de Yokohama abrió al año siguiente pero fue devastado posteriormente por el gran terremoto de Kantō de 1923.

## Estadísticas
En 2013, el Puerto de Yokohama sirvió a 37706 barcos. Transportó 119 169 695 toneladas de carga y 2 888 220 TEUs. El valor total de la carga fue de 10 922 287 millones de yenes.